# سان جيوفاني فالدارنو
سان جيوفاني فالدارنو ، (بالإنجليزية: San Giovanni Valdarno)‏، هي مدينة و(بلدية) في مقاطعة أريتسو، توسكانا، وسط إيطاليا، وتقع في وادي نهر أرنو. كان يطلق عليه في الأصل كاستل جيوفاني.

## السكان
في سنة 1861 بلغ عدد السكان 4٬454 نسمة، وتطور العدد ليصل في سنة 2011 لـ 16٬890 نسمة.
يظهر هذا المخطط البياني تطور النمو السكاني لـ سان جيوفاني فالدارنو

## توأمة
لسان جيوفاني فالدارنو اتفاقيات توأمة مع كل من:
- أريحا (18 أكتوبر 2003 - )
- سربرنيتسا
- المحبس
- كورنينغ

## أعلام
- مازاتشو
- ألفريدو أجليتي
- ماسولينو دا بانيكالي